# 이륙 결심 속도
이륙 결심 속도(Decision speed)는 비행기 제한속도의 종류다. V1으로 표기하며 이륙 결정 속도라고도 한다.
비행기에서 이륙을 할 때 V1(이륙 결심 속도), VR(기수를 일으킬 수 있는 최소 속도), V2(안전하게 상승할 수 있는 속도) 3개의 속도가 설정되어 있는 것이 많다. 이륙 결심 속도를 넘는 속도로 정지 제동을 하면 활주로를 이탈할 가능성이 높다. 그래서 이륙 결심 속도를 넘으면 이륙 중지(RTO; Rejected Take-Off)를 할 수 없다. 달리 말하면, 이륙 결심 속도를 넘으면 반드시 이륙해야 한다. 이륙 결심 속도를 넘고 나서 기계에 이상이 있으면 일단 이륙을 하고 나서 착륙을 할 것인지 판단한다.
이 속도는 기체의 중량이나 풍향 풍속으로 말미암아 수치가 계속 바뀐다. 매번 항공 운항을 하기 전에 이 값을 계산해둔다. 대체로 제트기의 V1은 140 - 160 KIAS, 소형 프로펠러기에서는 40 - 60 KIAS 정도다.

## 참고 자료
- (일본어) 이륙 결정 속도(JAL 항공 실용 사전)